# جوسيب سوتالو
يوسيب شوتالو (مواليد 28 فبراير 2000) هو لاعب كرة قدم كرواتي يلعب في مركز المدافع في نادي دينامو زغرب.

## وصلات خارجية
- جوسيب سوتالو على موقع الاتحاد الأوربي (الإنجليزية)
- جوسيب سوتالو على موقع اتحاد كرواتيا (الكرواتية)
- جوسيب سوتالو على موقع قاعدة بيانات كرة القدم.إي يو (الإنجليزية)
- جوسيب سوتالو على موقع بيانات كرة القدم. دي إي (الألمانية)
- جوسيب سوتالو على موقع ناشيونال فوتبول تيمز (الإنجليزية)
- جوسيب سوتالو على موقع Soccerway.com (الإنجليزية)
- جوسيب سوتالو على موقع عالم كرة القدم.نت (الإنجليزية)